# アトラス・コーポレーション・スタジオ
アトラス・コーポレーション・スタジオ (Atlas Corporation Studios) は、モロッコのワルザザート市街地から西へ5キロメートル (3.1 mi)の位置にある映画スタジオである。世界最大級の映画スタジオであり、付近の砂漠や山も敷地に含まれる。
会社はMohamed Belghmiによって、1983年に設立された。その後、安定した気候条件のほか、多くの国の自然環境を模すことができることもあり、成長を遂げた。
映画撮影に使用されたセットの多くは現存し、これらを見学できるガイドツアーは、人気のアトラクションとなっている。

## 撮影された主な作品
- アラビアのロレンス
- パットン大戦車軍団
- ナイルの宝石
- 007 リビング・デイライツ
- グラディエーター
- キングダム・オブ・ヘブン
- ミッション・クレオパトラ
- バベル
- ゲーム・オブ・スローンズ
- Atlantis
- アメージング・レース10
- The Grand Tour
- 王になろうとした男
- 知りすぎていた男
- ソドムとゴモラ
- アポロンの地獄
- 最後の誘惑
- シェルタリング・スカイ
- クンドゥン
- レジョネア 戦場の狼たち

- ハムナプトラ/失われた砂漠の都
- ハムナプトラ2/黄金のピラミッド
- ブラックホーク・ダウン
- カンダハール
- スパイ・ゲーム
- ル・ブレ
- ロイヤル・セブンティーン
- アレキサンダー
- デイズ・オブ・グローリー
- ヒルズ・ハブ・アイズ
- ヒルズ・ハブ・アイズ2
- ワールド・オブ・ライズ
- プリンス・オブ・ペルシャ/時間の砂
- ウェイバック -脱出6500km-
- 砂漠でサーモン・フィッシング
- ヘラクレス
- アラビアの女王_愛と宿命の日々
- 王様のためのホログラム